# Lijst van voetbalinterlands Engeland - Uruguay
Deze lijst van voetbalinterlands is een overzicht van alle officiële voetbalwedstrijden tussen de nationale teams van Engeland en Uruguay. De landen speelden tot op heden elf keer tegen elkaar. Het eerste duel was een vriendschappelijke wedstrijd in Montevideo op 31 mei 1953. Het laatste duel, een groepswedstrijd tijdens het Wereldkampioenschap voetbal 2014, vond plaats op 19 juni 2014 in São Paulo (Brazilië).

## Wedstrijden
| №  | Plaats     | Datum         | Competitie        | Wedstrijd          | Uitslag |
| -- | ---------- | ------------- | ----------------- | ------------------ | ------- |
| 1  | Montevideo | 31 mei 1953   | Vriendschappelijk | Uruguay – Engeland | 2 – 1   |
| 2  | Bazel      | 26 juni 1954  | WK 1954           | Engeland – Uruguay | 2 – 4   |
| 3  | Londen     | 6 mei 1964    | Vriendschappelijk | Engeland – Uruguay | 2 – 1   |
| 4  | Londen     | 11 juli 1966  | WK 1966           | Engeland – Uruguay | 0 – 0   |
| 5  | Montevideo | 8 juni 1969   | Vriendschappelijk | Uruguay – Engeland | 1 – 2   |
| 6  | Montevideo | 15 juni 1977  | Vriendschappelijk | Uruguay – Engeland | 0 – 0   |
| 7  | Montevideo | 13 juni 1984  | Vriendschappelijk | Uruguay – Engeland | 2 – 0   |
| 8  | Londen     | 22 mei 1990   | Vriendschappelijk | Engeland – Uruguay | 1 – 2   |
| 9  | Londen     | 29 maart 1995 | Vriendschappelijk | Engeland – Uruguay | 0 – 0   |
| 10 | Liverpool  | 1 maart 2006  | Vriendschappelijk | Engeland – Uruguay | 2 – 1   |
| 11 | São Paulo  | 19 juni 2014  | WK 2014           | Uruguay − Engeland | 2 − 1   |

## Samenvatting
| Competitie        | Totaal gespeeld | Winst Engeland | Gelijk | Winst Uruguay | Doelsaldo Engeland – Uruguay |
| ----------------- | --------------- | -------------- | ------ | ------------- | ---------------------------- |
| WK-eindronde      | 3               | 0              | 1      | 2             | 3 − 6                        |
| Vriendschappelijk | 8               | 3              | 2      | 3             | 8 − 9                        |
| Totaal            | 11              | 3              | 3      | 5             | 11 − 15                      |

Wedstrijden bepaald door strafschoppen worden, in lijn met de FIFA, als een gelijkspel gerekend.

## Details

### Vierde ontmoeting
| WK 1966 (Londen, Verenigd Koninkrijk, 11 juli 1966): |       |         |
| Engeland                                             | 0 – 0 | Uruguay |
|                                                      | goals |         |

### Zesde ontmoeting
| Vriendschappelijk (Montevideo, Uruguay, 15 juni 1977): |       |          |
| Uruguay                                                | 0 – 0 | Engeland |
|                                                        | goals |          |

### Zevende ontmoeting
| Vriendschappelijk (Montevideo, Uruguay, 13 juni 1984):     |       |          |
| Uruguay                                                    | 2 – 0 | Engeland |
| Luis Acosta 8' (pen.) Wilmar Cabrera 68'                   | goals |          |
| - Debuut van Rubén Sosa en José Luis Zalazar voor Uruguay. |       |          |

### Achtste ontmoeting
| Vriendschappelijk (Londen, Verenigd Koninkrijk, 22 mei 1990):                                                                                            |              | |
| Engeland | 1 – 2        | Uruguay |
| John Barnes 51' | goals        | 27' Santiago Ostolaza 62' José Perdomo |
| Bobby Robson | bondscoach   | Oscar Tabárez |
| Peter Shilton Paul Parker Stuart Pearce Stephen Hodge 77' Des Walker Terry Butcher Bryan Robson Paul Gascoigne Chris Waddle Gary Lineker 77' John Barnes | opstellingen | Eduardo Pereira Nelson Gutiérrez Hugo de León José Oscar Herrera José Perdomo Alfonso Dominguez Antonio Alzamendi Santiago Ostolaza Enzo Francescoli Rubén Paz 80' Rubén Sosa |
| Peter Beardsley 77' Steve Bull 77' | wissels      | 80' Sergio Daniel Martínez |

### Negende ontmoeting
| Vriendschappelijk (Londen, Verenigd Koninkrijk, 29 maart 1995): |       |         |
| Engeland                                                        | 0 – 0 | Uruguay |
|                                                                 | goals |         |

### Tiende ontmoeting
| Vriendschappelijk (Liverpool, Verenigd Koninkrijk, 1 maart 2006): |       |                |
| Engeland | 2 – 1 | Uruguay        |
| Peter Crouch 75' Joe Cole 90+3' | goals | 26' Omar Pouso |
| - Debuut van Darren Bent (Charlton Athletic) voor Engeland. - Debuut van Ignacio González (Danubio FC), Carlos Valdez (FBC Treviso) en Alexander Medina (Cádiz) voor Uruguay. |       |                |

### Elfde ontmoeting
| WK 2014 (São Paulo, Brazilië, 19 juni 2014): |              | |
| Uruguay | 2 – 1        | Engeland |
| Luis Suárez 39' Luis Suárez 85' | goals        | 75' Wayne Rooney |
| Oscar Tabárez | bondscoach   | Roy Hodgson |
| Fernando Muslera Álvaro Pereira Diego Godín José María Giménez Martín Cáceres Egidio Arévalo Cristian Rodríguez Álvaro González 79' Nicolás Lodeiro 67' Edinson Cavani 88' Luis Suárez | opstellingen | Joe Hart Glen Johnson Gary Cahill Phil Jagielka Leighton Baines Steven Gerrard 87' Jordan Henderson 64' Raheem Sterling Wayne Rooney 71' Danny Welbeck Daniel Sturridge |
| Christian Stuani 67' Jorge Fucile 79' Sebastián Coates 88' | wissels      | 64' Ross Barkley 71' Adam Lallana 87' Rickie Lambert |
| Diego Godín 9' | gele kaarten | 68' Steven Gerrard |

FA · A-internationals · Selecties · Bondscoaches · Engels vrouwenelftal · Brits olympisch elftal · Engeland -21 · Engeland -20 · Engeland -19 · Engeland -18 · Engeland -17 · Engeland -16 · Vrouwen -17
1872 – 1899 ·
1900 – 1919 ·
1920 – 1929 ·
1930 – 1939 ·
1940 – 1949 ·
1950 – 1959 ·
1960 – 1969 ·
1970 – 1979 ·
1980 – 1989 ·
1990 – 1999 ·
2000 – 2009 ·
2010 – 2019 ·
2020 − 2029
EK's: 1968 ·
1980 ·
1988 ·
1992 ·
1996 ·
2000 ·
2004 ·
2012 · 
2016 · 
2020 · 
2024
WK's: 1950 ·
1954 ·
1958 ·
1962 ·
1966 ·
1970 ·
1982 ·
1986 ·
1990 ·
1998 ·
2002 ·
2006 ·
2010 ·
2014 ·
2018 · 
2022
Albanië ·
Algerije ·
Andorra ·
Argentinië ·
Australië ·
Azerbeidzjan ·
België ·
Bosnië en Herzegovina ·
Brazilië ·
Bulgarije ·
Canada ·
Chili ·
China ·
Colombia ·
Costa Rica ·
Cyprus ·
Denemarken ·
DDR · 
Duitsland ·
Ecuador ·
Egypte ·
Estland ·
Finland ·
Frankrijk ·
Georgië ·
Ghana ·
GOS ·
Griekenland ·
Honduras ·
Hongarije ·
Ierland ·
IJsland · 
Iran ·
Israël ·
Italië ·
Ivoorkust ·
Jamaica ·
Japan ·
Joegoslavië ·
Kameroen ·
Kazachstan ·
Koeweit ·
Kosovo ·
Kroatië ·
Liechtenstein ·
Litouwen ·
Luxemburg ·
Maleisië ·
Malta ·
Marokko ·
Mexico ·
Moldavië ·
Montenegro ·
Nederland ·
Nieuw-Zeeland ·
Nigeria ·
Noord-Ierland ·
Noord-Macedonië ·
Noorwegen ·
Oekraïne ·
Oostenrijk ·
Panama · 
Paraguay ·
Peru · 
Polen ·
Portugal ·
Roemenië ·
Rusland ·
San Marino · 
Saoedi-Arabië ·
Schotland ·
Senegal ·
Servië ·
Servië en Montenegro · 
Slovenië ·
Slowakije ·
Sovjet-Unie ·
Spanje ·
Trinidad en Tobago ·
Tsjechië ·
Tsjecho-Slowakije ·
Tunesië ·
Turkije ·
Uruguay ·
Verenigde Staten ·
Wales ·
Wit-Rusland ·
Zuid-Afrika ·
Zuid-Korea ·
Zweden ·
Zwitserland
Algerije (2010) · 
Argentinië (1986) · 
Argentinië (1998) · 
Argentinië (2002) · 
België (1990) · 
België (2018, 1) · 
België (2018, 2) · 
Brazilië (2002) · 
Colombia (1998) ·
Colombia (2018) ·
Costa Rica (2014) ·
Denemarken (2002) ·
Denemarken (2021) · 
Duitsland (2000) ·
Duitsland (2010) ·
Duitsland (2021) ·
Ecuador (2006) ·
Egypte (1990) ·
Frankrijk (1982) ·
Frankrijk (2012) ·
Frankrijk (2022) ·
Ierland (1990) · 
IJsland (2016) ·
Italië (1990) · 
Italië (2012) · 
Italië (2014) · 
Italië (2021) · 
Kameroen (1990) · 
Koeweit (1982) · 
Kroatië (2018) ·
Kroatië (2021) · 
Marokko (1986) · 
Nederland (1990) · 
Nigeria (2002) · 
Oekraïne (2012) · 
Oekraïne (2021) ·
Panama (2018) · 
Paraguay (1986) · 
Paraguay (2006) · 
Polen (1986) · 
Portugal (1986) · 
Portugal (2000) · 
Portugal (2006) · 
Roemenië (1998) ·
Roemenië (2000) ·
Rusland (2016) ·
Schotland (2021) ·
Senegal (2022) ·
Slovenië (2010) ·
Slowakije (2016) ·
Spanje (1982) ·
Spanje (2024) ·
Trinidad en Tobago (2006) ·
Tsjechië (2021) ·
Tsjecho-Slowakije (1982) ·
Tunesië (1998) ·
Tunesië (2018) ·
Uruguay (2014) ·
Verenigde Staten (2010) ·
Wales (2016) · 
West-Duitsland (1966) ·
West-Duitsland (1982) ·
West-Duitsland (1990) ·
Zweden (2002) ·
Zweden (2006) · 
Zweden (2012)
AUF · A-internationals · Selecties · Bondscoaches · Uruguayaans vrouwenelftal · Olympisch elftal · Uruguay U21 · Uruguay U20 · Uruguay U19 · Uruguay U18 · Uruguay U17
1900 – 1909 ·
1910 – 1919 ·
1920 – 1929 ·
1930 – 1939 ·
1940 – 1949 ·
1950 – 1959 ·
1960 – 1969 ·
1970 – 1979 ·
1980 – 1989 ·
1990 – 1999 ·
2000 – 2009 ·
2010 – 2019 ·
2020 – 2029
WK 1930 · 
WK 1950 · 
WK 1954 · 
WK 1962 · 
WK 1966 · 
WK 1970 ·
WK 1974 · 
WK 1986 · 
WK 1990 · 
WK 2002 · 
WK 2010 · 
WK 2014 · 
WK 2018
OS 1924 · 
OS 1928 ·
OS 2012
1902 · 
1903 · 
1904 · 
1905 · 
1906 · 
1907 · 
1908 · 
1909 ·
1910 · 
1911 · 
1912 · 
1913 · 
1914 · 
1915 · 
1916 · 
1917 · 
1918 · 
1919 ·
1920 · 
1921 · 
1922 · 
1923 · 
1924 · 
1925 · 
1926 · 
1927 · 
1928 · 
1929 ·
1930 · 
1931 · 
1932 · 
1933 · 
1934 · 
1935 · 
1936 · 
1937 · 
1938 · 
1939 ·
1940 · 
1941 · 
1942 · 
1943 · 
1944 · 
1945 · 
1946 · 
1947 · 
1948 · 
1949 ·
1950 · 
1951 · 
1952 · 
1953 · 
1954 · 
1955 · 
1956 · 
1957 · 
1958 · 
1959 ·
1960 · 
1961 · 
1962 · 
1963 · 
1964 · 
1965 · 
1966 · 
1967 · 
1968 · 
1969 ·
1970 · 
1971 · 
1972 · 
1973 · 
1974 · 
1975 · 
1976 · 
1977 · 
1978 · 
1979 ·
1980 · 
1981 · 
1982 · 
1983 · 
1984 · 
1985 · 
1986 · 
1987 · 
1988 · 
1989 ·
1990 ·
1991 · 
1992 · 
1993 · 
1994 · 
1995 · 
1996 · 
1997 · 
1998 · 
1999 · 
2000 · 
2001 · 
2002 · 
2003 · 
2004 · 
2005 · 
2006 · 
2007 · 
2008 · 
2009 · 
2010 · 
2011 · 
2012 · 
2013 · 
2014 · 
2015 · 
2016 ·
2017 ·
2018 ·
2019 ·
2020 ·
2021 ·
2022 ·
2023 ·
2024
Algerije ·
Angola ·
Argentinië ·
Australië ·
België ·
Bolivia ·
Brazilië ·
Bulgarije ·
Canada ·
Chili ·
China ·
Colombia ·
Costa Rica ·
Cuba ·
DDR ·
Denemarken ·
Duitsland ·
Ecuador ·
Egypte ·
Engeland ·
Estland ·
 Finland ·
Frankrijk ·
Georgië ·
Ghana ·
Guatemala ·
Haïti ·
Honduras ·
Hongarije ·
Ierland ·
India ·
Indonesië ·
Irak ·
Iran ·
Israël ·
Italië ·
Ivoorkust ·
Jamaica ·
Japan ·
Joegoslavië ·
Jordanië ·
Libië ·
Luxemburg ·
Maleisië ·
Mexico ·
Marokko ·
Nederland ·
Nicaragua ·
Nieuw-Zeeland ·
Nigeria ·
Noord-Ierland ·
Noorwegen ·
Oekraïne ·
Oezbekistan ·
Oman ·
Oostenrijk ·
Panama ·
Paraguay ·
Peru ·
Polen ·
Portugal ·
Roemenië ·
Rusland ·
Saarland ·
Saoedi-Arabië ·
Schotland ·
Senegal ·
Servië & Montenegro ·
Singapore ·
Slovenië ·
Sovjet-Unie ·
Spanje ·
Tahiti ·
Thailand ·
Trinidad en Tobago · 
Tsjechië ·
Tsjecho-Slowakije ·
Tunesië · 
Turkije ·
Venezuela ·
Verenigde Arabische Emiraten ·
Verenigde Staten ·
Wales ·
Zuid-Afrika ·
Zuid-Korea ·
Zweden ·
Zwitserland
Argentinië (1986) ·
België (1990) ·
Brazilië (1950) · 
Colombia (2014) ·
Costa Rica (2014) ·
Denemarken (1986) ·
Denemarken (2002) ·
Duitsland (2010) ·
Egypte (2018) ·
Engeland (2014) ·
Frankrijk (2002) ·
Frankrijk (2010) ·
Frankrijk (2018) ·
Ghana (2010) ·
Italië (1990) ·
Italië (2014) ·
Mexico (2010) ·
Nederland (1974) ·
Nederland (2010) ·
Portugal (2018) ·
Rusland (2018) ·
Saoedi-Arabië (2018) ·
Schotland (1986) ·
Senegal (2002) ·
Spanje (1990) ·
West-Duitsland (1986) ·
Zuid-Afrika (2010) ·
Zuid-Korea (1990) ·
Zuid-Korea (2010)